# Иков, Павел Петрович
Павел Петрович Иков (1828 — 18 [30] марта 1875) — русский художник, мастер исторической и портретной живописи.

## Биография
Павел Петрович Иков родился в 1828 году.
Получил первое художественное образование в Московском училище живописи и ваяния в 1844—1846 годах. В 1847 году перешёл в Императорскую Санкт-Петербургскую Академию Художеств, учеником к профессору Бруни[уточнить]. 

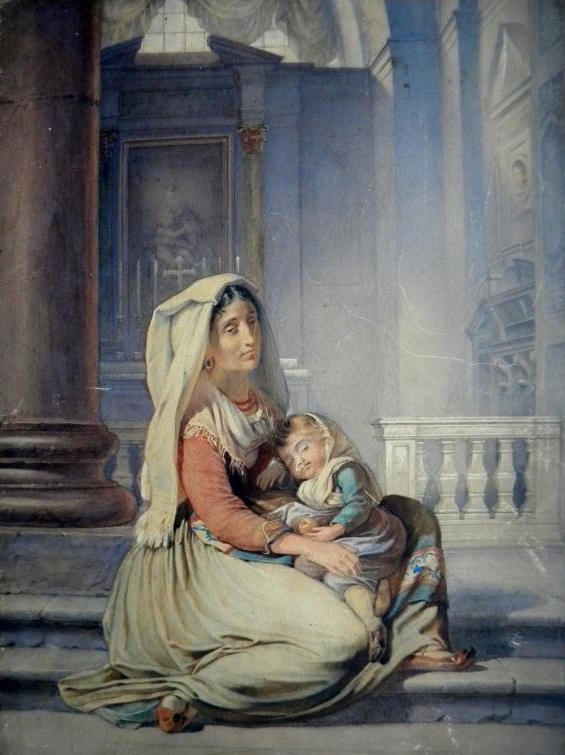
Одна из картин кисти художника П. П. Икова

В 1852 году П. П. Иков получил первую награду, малую серебряную медаль и затем в нём стали быстро развиваться способности к рисованию. В 1853 году получил уже вторую серебряную медаль за живописный этюд с натурщика и начал писать на малую золотую медаль картину: «Ахилл оплакивает тело Патрокла»; но получил золотую медаль только уже в 1857 году, на исполнении второй программы, на тему «Перикл посещает Анаксагора». В 1858 году он получил большую золотую медаль и звание художника 14-го класса, за картину «Христос омывает ноги своим ученикам».
После того П. П. Иковпробыл некоторое время помощником преподавателя рисовальных классов Академии и учителем рисования в рисовальной школе «Императорского Общества поощрения художеств», а в 1860 году он достиг цели, к которой давно стремился, был отправлен пенсионером за границу. Первые три года провёл в Париже, где писал портреты и сделал копию с части Луврской картины Питера Пауля Рубенса «Счастливые времена регентства Марии Медичи». В 1863 году он поехал в Италию, где пробыл около четырёх лет.
В 1867 году П. П. Иков вернулся в Россию. Результатом его заграничного путешествия были выставленные им в Академии в 1868 году картина «Сусанна», этюды старика и итальянских женщин, виды Постума, Амальфи, часовни в Субиако, виллы д’Эсте в Тиволи и др угие. Иков очень рассчитывал, что за эти работы будет сделан академиком, но академический совет не дал ему этого звания; с тех пор он занимался преподаванием рисования и различными живописными работами.
Павел Петрович Иков умер 18 (30) марта 1875 года.
Некоторые его полотна выставлены в Киевском музее русского искусства, музеях Алма-Аты и Перми.